# Sarcocystidae
Sarcocystidae é uma família de seres vivos unicelulares do filo Apicomplexa que engloba espécies parasitas que provocam uma variedade de doenças em humanos e outros animais. A exemplo de Toxoplasma gondii, causadora da toxoplasmose.